# たて座アルファ星
たて座α星（たてざアルファせい、α Sct / α Scuti）は、たて座で最も明るい恒星である。
この星は橙色の巨星である。